# Episodi di NCIS - Unità anticrimine (diciassettesima stagione)
La diciassettesima stagione della serie televisiva NCIS - Unità anticrimine è stata trasmessa in prima visione assoluta negli Stati Uniti d'America da CBS dal 24 settembre 2019 al 14 aprile 2020.
In seguito alla pandemia di COVID-19 diffusasi anche negli Stati Uniti, la serie, inizialmente composta da 24 episodi (tra cui il 400º episodio della serie), viene ridotta a 20.
In Italia la prima parte della stagione (episodi nº 1-11) è stata trasmessa in prima visione assoluta da Rai 2 dal 15 febbraio al 29 maggio 2020; la seconda (episodi nº 12-20) è andata in onda dall'11 settembre al 13 novembre 2020.
| nº | Titolo originale     | Titolo italiano           | Prima TV USA      | Prima TV Italia   |
| -- | -------------------- | ------------------------- | ----------------- | ----------------- |
| 1  | Out of the Darkness  | Fuori dal buio            | 24 settembre 2019 | 15 febbraio 2020  |
| 2  | Into the Light       | Alla luce                 | 1º ottobre 2019   | 15 febbraio 2020  |
| 3  | Going Mobile         | Case mobili               | 8 ottobre 2019    | 29 febbraio 2020  |
| 4  | Someone Else's Shoes | Nei panni di un altro     | 15 ottobre 2019   | 7 marzo 2020      |
| 5  | Wide Awake           | Un brutto risveglio       | 22 ottobre 2019   | 17 aprile 2020    |
| 6  | Institutionalized    | Nel mondo reale           | 5 novembre 2019   | 24 aprile 2020    |
| 7  | No Vacancy           | Tutto esaurito            | 12 novembre 2019  | 1º maggio 2020    |
| 8  | Musical Chairs       | Musica, maestro!          | 19 novembre 2019  | 8 maggio 2020     |
| 9  | IRL                  | Game Over                 | 26 novembre 2019  | 15 maggio 2020    |
| 10 | The North Pole       | Fianco a fianco           | 17 dicembre 2019  | 22 maggio 2020    |
| 11 | In the Wind          | Un cuore a metà           | 7 gennaio 2020    | 29 maggio 2020    |
| 12 | Flight Plan          | Piano di volo             | 14 gennaio 2020   | 11 settembre 2020 |
| 13 | Sound Off            | Sotto silenzio            | 21 gennaio 2020   | 18 settembre 2020 |
| 14 | On Fire              | Fuori controllo           | 28 gennaio 2020   | 2 ottobre 2020    |
| 15 | Lonely Hearts        | Cuori solitari            | 11 febbraio 2020  | 9 ottobre 2020    |
| 16 | Ephemera             | Viaggio nel tempo         | 18 febbraio 2020  | 16 ottobre 2020   |
| 17 | In a Nutshell        | Omicidi in miniatura      | 10 marzo 2020     | 23 ottobre 2020   |
| 18 | Schooled             | Castore e Polluce         | 24 marzo 2020     | 30 ottobre 2020   |
| 19 | Blarney              | Il giorno di San Patrizio | 31 marzo 2020     | 6 novembre 2020   |
| 20 | The Arizona          | USS Arizona               | 14 aprile 2020    | 13 novembre 2020  |

## Fuori dal buio
- Titolo originale: Out of the Darkness
- Diretto da: Terrence O'Hara
- Scritto da: Gina Lucita Monreal

### Trama
Ziva David è nel seminterrato di Gibbs e lo avvisa di un imminente pericolo e vuole portarlo in una casa sicura. Dopo poco, i due vengono assaliti da un commando armato, ma riescono a fuggire costruendo un ordigno artigianale, che uccide uno degli assalitori. Sulla scena rimane un lembo del cappotto di Ziva che Bishop riconosce. McGee comprende presto che qualcosa non quadra e mette subito Bishop alle strette: la verità viene a galla.
- Ascolti Italia: telespettatori 1 494 000 – share 6,36%[3]

## Alla luce
- Titolo originale: Into the Light
- Diretto da: Tony Wharmby
- Scritto da: Steven D. Binder

### Trama
Ziva e Gibbs provano a collaborare con Sahar. Intanto, le scrupolose indagini condotte da Kasie portano alla luce una sconvolgente verità.
- Ascolti Italia: telespettatori 1 726 000 – share 7,48%[3]

## Case mobili
- Titolo originale: Going Mobile
- Diretto da: Thomas J. Wright
- Scritto da: Scott Williams

### Trama
Dopo il ritrovamento del cadavere del Tenente della Marina Elijah Buck sotto un autoarticolato, la squadra ricostruisce il percorso fatto dal mezzo negli ultimi giorni per trovare la scena del crimine, che si rivela essere un parcheggio di roulotte gestito dalla vittima e dal fratello. Inizialmente i sospetti si concentrano sui proprietari delle case mobili, poi si scopre un legame con un'azienda che avrebbe inquinato lo stesso terreno con prodotti tossici. Sloane viene incaricata da Vance di valutare il morale della squadra a seguito dell'arrivo e della successiva partenza di Ziva David, ma l'unico con cui riesce, sorprendentemente, a parlare è Gibbs.
- Ascolti Italia: telespettatori 1 394 000 – share 5,53%[4]

## Nei panni di un altro
- Titolo originale: Someone Else's Shoes
- Diretto da: Michael Zinberg
- Scritto da: Christopher J. Waild

### Trama
I cadaveri di due veterani, che da tempo facevano parte della comunità dei senzatetto, vengono rinvenuti in un accampamento, mutilati uno delle mani e l'altro dei piedi.
- Ascolti Italia: telespettatori 1 555 000 – share 5,72%[5]

## Un brutto risveglio
- Titolo originale: Wide Awake
- Diretto da: Diana Valentine
- Scritto da: Brendan Fehily

### Trama
Dell'orrendo omicidio di Jo Cortez, un bizzarro ammaestratore di corvi, è accusata il Caporale Laney Alimonte, poiché nel frigorifero della ragazza viene rinvenuta la pistola con cui è stato commesso il delitto. Laney, che soffre di una grave insonnia, si dichiara però innocente, e sostiene di essere riuscita a dormire dopo tanto tempo, proprio la notte dell'omicidio, grazie a una seduta di ipnositerapia. Naturalmente le indagini faranno presto luce sull'oscuro caso.
- Ascolti Italia: telespettatori 1 980 000 – share 6,50%[6]

## Nel mondo reale
- Titolo originale: Institutionalized
- Diretto da: Tony Wharmby
- Scritto da: David J. North

### Trama
Il figlio di un sottufficiale della Marina viene trovato morto proprio il giorno in cui tutto era pronto per festeggiare la sua uscita di prigione. Indagando risalgono a Dante Brown, il migliore amico di Kasie. La squadra comincia a indagare sui primi indizi, cercando all'interno dell'istituto penitenziario le ragioni del crimine. Ma tutte le prove, compresi dei peli di cane, portano unicamente verso Dante mentre Kasie cerca disperatamente di scagionarlo.
- Ascolti Italia: telespettatori 1 997 000 – share 6,67%[7]

## Tutto esaurito
- Titolo originale: No Vacancy
- Diretto da: Rocky Carroll
- Scritto da: Marco Schnabel

### Trama
Mentre indaga su un omicidio di un Marine, il team NCIS scopre un labirinto di telecamere spia in streaming dal vivo nascoste nelle stanze di un motel della Virginia.
- Ascolti Italia: telespettatori 1 660 000 – share 5,52%[8]

## Musica, maestro!
- Titolo originale: Musical Chairs
- Diretto da: Michael Zinberg
- Scritto da: Kate Torgovnick May

### Trama
Il team NCIS indaga sull'omicidio di un musicista nella band più elitaria della Marina che si esibisce in eventi diplomatici in tutto il mondo.
- Ascolti Italia: telespettatori 2 054 000 – share 7,23%[9]

## Game Over
- Titolo originale: IRL
- Diretto da: Terrence O'Hara
- Scritto da: Christopher J. Waild

### Trama
L'NCIS indaga sull'omicidio di un ufficiale trasmesso in streaming su una popolare app di videogiochi. Inoltre, Gibbs ospita il suo vicino di 9 anni, Phineas (Jack Fisher), quando sua madre deve partire per un viaggio dell'ultimo minuto.
- Ascolti Italia: telespettatori 1 562 000 – share 5,47%[10]

## Fianco a fianco
- Titolo originale: The North Pole
- Diretto da: James Whitmore Jr.
- Scritto da: Gina Lucita Monreal

### Trama
Gibbs aiuta la mamma di Phineas, Sarah, con un problema idraulico e nota un taglio sulla sua mano. Nel frattempo, la padrona di casa di Ziva, Odette, ordina a Bishop di recuperare una chiavetta USB in un club in cambio di centomila dollari, ma invece di consegnarla a Odette (rivelata essere stata licenziata da una speciale operazione della CIA), la fa vedere alla squadra. L'unico file sulla chiavetta è la foto di un uomo non identificato che trascina l'amico di Ziva in una fabbrica abbandonata. I flashback mostrano Ziva nel tempo trascorso dall'esplosione della fattoria di Eli. L'indagine rivela che la "Sahar" uccisa in precedenza è un impostore. Gibbs e Ziva arrivano troppo tardi per salvare Adam, ma dice loro che la vera Sahar è "qualcuno che conosci" prima di morire. Arrivano a capire che Adam stava parlando con Gibbs invece di Ziva, portandoli alla conclusione che Sahar è la vicina di Gibbs, Sarah, e Gibbs è costretto ad ucciderla. Odette offre "addestramento speciale" a Bishop nell'ufficio di Ziva, e Gibbs con riluttanza si dirige a casa sua per dire a Phineas di sua madre.
- Ascolti Italia: telespettatori 1 534 000 – share 5,66%[11]

## Un cuore a metà
- Titolo originale: In the Wind
- Diretto da: Rocky Carroll
- Scritto da: Scott Williams

### Trama
Gibbs viene personalmente coinvolto nel caso della scomparsa di Phineas. Victor Mir, il proprietario del club con cui l'NCIS ha già incrociato la strada, si rivela essere Halabi, un uomo che lavora in un anello terroristico con il fratello del padre biologico di Phineas, e il team lo arresta prima che possa portare Phineas a suo zio in Libia. Phineas viene quindi riunito con i suoi genitori adottivi, dai quali si separò quando sua madre gli mentì sul fatto che non lo volessero più. Ziva quindi saluta la squadra mentre Jimmy si prepara a portarla all'aeroporto per poter volare a Parigi e ricongiungersi con la sua famiglia.
- Ascolti Italia: telespettatori 1 622 000 – share 6,24%[12]

## Piano di volo
- Titolo originale: Flight Plan
- Diretto da: Tawnia McKiernan
- Scritto da: Brendan Fehily

### Trama
Durante le indagini sull'incidente di un aereo da combattimento della Marina, la squadra scopre che il pilota aveva simulato la sua morte; McGee è preoccupato perché dovrà fare una vasectomia.
- Guest star: Patrick Duffy (Jack Briggs)
- Ascolti Italia: telespettatori 1 331 000 – share 6,21%[13]

## Sotto silenzio
- Titolo originale: Sound Off
- Diretto da: William Webb
- Scritto da: Lisa Di Trolio

### Trama
Quando il corpo di un Marine viene trovato in un sito di test sui droni, l'NCIS deve determinare se si è trattato di un omicidio o di un incidente. Nel frattempo, Jimmy intervista attentamente i candidati per la posizione di assistente.
- Ascolti Italia: telespettatori 1 203 000 – share 5,36%[14]

## Fuori controllo
- Titolo originale: On Fire
- Diretto da: Mark Horowitz
- Scritto da: David J. North e Steven D. Binder

### Trama
Mentre Torres e Bishop stanno facendo jogging, un'auto sportiva piomba su di loro a folle velocità. Torres viene investito e finisce in coma, mentre Bishop rimane pressoché illesa. Mentre Torres lotta tra la vita e la morte, le indagini dell'NCIS e di una Bishop vendicativa portano a Xavier Zolotov, il figlio viziato di una famiglia russa politicamente influente, proprietario dell'auto investitrice. Durante l'indagine, la squadra trova Zolotov assassinato, e una ciocca di capelli biondi porta a sospettare dell'omicidio Colleen, l'amante di Zolotov, una ragazza già incriminata anni prima per un altro reato proprio grazie a un'indagine svolta da Torres sotto copertura. Le prove dimostrano che Torres è stato investito di proposito per impedirgli di testimoniare al processo contro Colleen, tuttavia la ragazza nega di essere responsabile anche dell'omicidio di Zolotov. McGee è a disagio perché teme che Bishop possa aver messo in atto il suo proposito di uccidere Zolotov. Tuttavia, dopo che lei conferma di non averlo fatto, McGee intuisce che potrebbe essere stato Gibbs ad aver agito per proteggere Bishop.
- Ascolti Italia: telespettatori 1 515 000 – share 6,15%[15]

## Cuori solitari
- Titolo originale: Lonely Hearts
- Diretto da: Michael Zinberg
- Scritto da: Marco Schnabel

### Trama
Il principale sospettato per gli omicidi di due Marines è una donna che l'amico di Gibbs, Phillip Brooks (Don Lake), ha incontrato su un sito di incontri. Inoltre, Sloane ha un ammiratore segreto.
- Ascolti Italia: telespettatori 1 414 000 – share 5,60%[16]

## Viaggio nel tempo
- Titolo originale: Ephemera
- Diretto da: Diana Valentine
- Scritto da: Christopher J. Waild

### Trama
Mentre indaga sul suicidio di un ufficiale della Marina in pensione che ha lasciato una rara, preziosa - e probabilmente rubata - moneta al Museo Nazionale della Marina, la squadra indaga sul passato del morto e ricostruisce i momenti salienti della sua vita, immedesimandosi nella sua storia per scoprire come la moneta sia finita in suo possesso.
- Ascolti Italia: telespettatori 1 401 000 – share 5,29%[17]

## Omicidi in miniatura
- Titolo originale: In a Nutshell
- Diretto da: Michael Zinberg
- Scritto da: Katie White

### Trama
L'NCIS indaga sull'omicidio di un sottufficiale che è stato ucciso esattamente come i suoi genitori 10 anni prima. La sorella della vittima, Claire, ha ricreato "modelli" che descrivono la morte dei suoi genitori, il che aiuta la squadra nelle indagini. Nel frattempo, il team si impegna a ripulire alcuni dei propri effetti personali per donarli in beneficenza, ma alcuni hanno più difficoltà a lasciarsi andare rispetto ad altri. Bishop riceve un messaggio da Odette.
- Ascolti Italia: telespettatori 1 454 000 – share 5,5%[18]

## Castore e Polluce
- Titolo originale: Schooled
- Diretto da: Alrick Riley
- Scritto da: Kate Torgovnick May e Steven D. Binder

### Trama
Quando un marine viene trovato morto in un lago vicino a un famoso evento della comunità, il team si rende conto che è un hacker ricercato. Nel frattempo, la figlia biologica di Sloane, Faith, richiede la storia medica di suo padre, costringendo involontariamente Sloane a confrontarsi con quell'uomo: l'aveva violentata dopo una festa al college. Sloane si assicura che darà a Faith quello che chiede, mentirà sulle circostanze della sua nascita e non la contatterà mai più, ma Faith capisce e ringrazia Sloane per averla lasciata in adozione per proteggerla dal padre biologico.
- Ascolti Italia: telespettatori 1 532 000 – share 5,60%[19]

## Il giorno di San Patrizio
- Titolo originale: Blarney
- Diretto da: Rocky Carroll
- Scritto da: Scott Williams

### Trama
Jimmy e Kasie sono tenuti in ostaggio nella tavola calda frequentata abitualmente da Gibbs, dopo che tre ladri armati hanno commesso una rapina in una vicina gioielleria. Il leader ha ucciso il loro autista perché ha raccontato alcuni dettagli a sua moglie, la quale in seguito li rivela a Vance e Sloane. Nel tentativo di liberare i clienti, un cuoco del ristorante spara a uno dei ladri, ferendolo a morte. I due ladri superstiti costringono Jimmy a tagliare il preservativo con i diamanti che il compagno morto aveva ingoiato. Questo dà a Jimmy e Kasie l'idea di convincere i due che anche loro stanno avendo un'emorragia interna causata da vetri rotti mescolati ai diamanti. Gibbs e la squadra fanno irruzione nella tavola calda, salvando gli altri clienti e ponendo fine alla situazione degli ostaggi.
- Ascolti Italia: telespettatori 1 608 000 – share 5,7%[20].
- Guest star: Bellina Logan (comandante M.P.D. Roberta Stock), Connie Jackson (Elaine), Scott Christopher (detective M.P.D. Edmund Kerrigan), Siri Miller (Melissa Spagnolo), Selina Kaye (Phyllis), Mario Ardila, Jr. (Shayne Garcon), Harvey J. Alperin (Henry Mantell), Casey Leach (Danny Spagnolo, a.k.a. Danny the Driver), Linsay Rousseau (poliziotto M.P.D. #1).

## USS Arizona
- Titolo originale: The Arizona
- Diretto da: James Whitmore Jr.
- Scritto da: Gina Lucita Monreal

### Trama
Il team cerca di verificare l'identità dell'anziano Joe Smith, che afferma di aver prestato servizio nell'U.S.S Arizona durante gli attacchi di Pearl Harbor e vuole che le sue ceneri siano sepolte lì quando morirà. Nel frattempo, McGee viene inconsapevolmente coinvolto in una riunione di famiglia di persone che non conosce.
- Nota: questo episodio è stato dedicato alle vittime di Pearl Harbor, ai primi soccorritori e a coloro che in prima linea hanno combattuto la pandemia di Coronavirus.

- Guest star: Christopher Lloyd (Joseph "Joe" Smith), Oeter Nyrbuj (ammiraglio Michael Caplinger), Jessica Truck (Gloria Caplinger), Sebastian Sozzi (Kevin Deacon), Dawn Matthews (dottoressa Alice Jelani), Sofie Calderon (Joan), Damian Joseph Quinn (Joe da giovane), Zachary Cowan (marinaio carbonizzato).

- Ascolti Italia: telespettatori 1 661 000 – share 5,90%[21].